# AR1
Aerojet Rocketdyne AR1 — це проект ракетного двигуна зі стадіальним циклом згоряння, потужністю 2 200-кілоньютонів тяги, на паливі RP-1 та окислювачі LOX.
Двигун був задуманий у 2014 році, і отримав фінансування уряду США для створення прототипу двигуна в 2016 році. До 2018 року ВПС США виділили US$295 million з державного фінансування на розробку двигуна та створення початкового прототипу двигуна, тоді як Aerojet вкладе 86 мільйонів доларів США приватного капіталу в проект через створення прототипу. Станом на  2019, не було жодних планів щодо повного виробництва AR1.

## Історія
У 2014 році компанія Aerojet Rocketdyne запропонувала «лобіювати в уряді фінансування повністю нової ракетної силової установки виробництва США». У червні 2014 року компанія Aerojet спочатку прогнозувала, що вартість однієї пари двигунів становитиме менше US$25 million, не враховуючи оціночних витрат на розробку до US$1 billion, які фінансуватиме уряд. Пізніше в 2014 році Конгрес США прийняв закон, який вимагає від ВПС США «розробити нову силову установку до 2019 року для заміни двигуна РД-180», який є двигуном Atlas V, який використовується United Launch Alliance (ULA), через те, що двигун російського виробництва, через анексію Криму Росією. Dynetics є ключовим партнером у розробці двигуна AR1. Згідно з угодою про спільне підприємство, Dynetics постачатиме елементи основної силової установки двигуна, систему запалювання та наземне допоміжне обладнання, а також підтримку аналізу критичних конструкцій двигуна.
На початку лютого 2015 року ULA оголосила, що розглядає можливість внутрішнього виробництва російського двигуна РД-180 на ракетному заводі в Декатурі, штат Алабама, і запевнила, що двигуни, вироблені в США, використовуватимуться лише для урядових цивільних (NASA) або комерційних установок. запусків і не використовуватимуться для військових запусків США. Генеральний директор ULA Торі Бруно зазначив, що ULA також оцінює варіант AR1 разом із виробництвом RD-180 у США за ліцензією ULA, як резервні варіанти до основного варіанту, який ULA тоді шукала для наступника Atlas V, згодом названого Vulcan, з двигуном Blue Origin BE-4 метан /LOX.